# Seznam žijících katolických biskupů Slovenska
Toto je seznam žijících katolických biskupů a arcibiskupů Slovenské republiky nebo ze Slovenska pocházejících. Jsou rozděleny podle diecézí.

## Římskokatolická církev

### Západní provincie - Bratislavská metropolie

#### Bratislavská arcidiecéze

Stanislav Zvolenský Arcibiskup od 2008
Jozef Haľko Titulární biskup Serra od 2012 Pomocný biskup od 2012

#### Trnavská arcidiecéze

Ján Orosch Arcibiskup od 2013
Róbert Bezák Emeritní arcibiskup 2009 - 2012
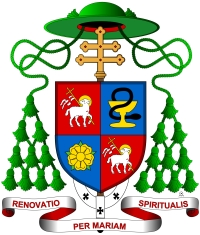
Ján Sokol Emeritní arcibiskup 2008 - 2009

#### Banskobystrická diecéze

Marián Chovanec Biskup od 2012

#### Nitranská diecéze

Viliam Judák Biskup od 2005
Peter Beňo Titulární biskup Amudarsa od 2021 Pomocný biskup od 2021

#### Žilinská diecéze

Tomáš Galis Biskup od 2008

### Východní provincie - Košická metropolie

#### Košická arcidiecéze

Bernard Bober Arcibiskup od 2010
Marek Forgáč Titulární biskup Seleuciana od 2016 Pomocný biskup od 2016

#### Rožňavská diecéze

Stanislav Stolárik Biskup od 2015

#### Spišská diecéze

František Trstenský Biskup od 2023
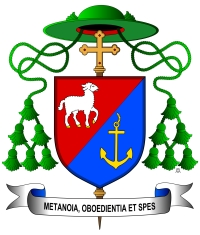
Andrej Imrich Titulární biskup Castellum Titulianum od 1992 Emeritní pomocný biskup 1992-2015
Ján Kuboš Titulární biskup Quiza od 2020 Pomocný biskup od 2020

### Vojenský ordinariát

František Rábek Ordinář od 2003

## Řeckokatolická církev

### Prešovská metropolie

#### Prešovská archieparchie

Ján Babjak SJ Emeritný archieparcha 2008-2022
Jonáš Maxim MSU Archieparcha od 2024

#### Bratislavská eparchie

Peter Rusnák Eparcha od 2008
Milan Lach SJ Pomocný biskup od 2023

#### Košická eparchie

Milan Chautur, C.SS.R. Emeritný eparcha 2008-2021
Cyril Vasiľ SJ Eparcha od 2021

## Biskupové pocházející z SK

David Tencer, OFMCap. Biskup Reykjavíku od 2015
Marián Andrej Pacák Emeritní torontský exarcha 2018 - 2020
Vladimír Fekete Titulární biskup Municipa od 2017 Apostolský prefekt Ázerbájdžánu od 2011